# Ion Pârcălab
Ion Pârcălab oder – offizielle Schreibweise von 1953 bis 1993 – Ion Pîrcălab (* 5. November 1941 in Bukarest) ist ein ehemaliger rumänischer Fußballspieler. Der Stürmer bestritt insgesamt 315 Spiele in der rumänischen Divizia A und der französischen Division 1. Als Nationalspieler nahm er an den Olympischen Spielen 1964 teil.

## Karriere als Spieler

### Verein
Ion Pârcălab begann seine Karriere im Jahr 1958 bei UTA Arad, als er in die erste Mannschaft aufrückte und am 24. Mai 1959 sein erstes Spiel in der höchsten rumänischen Spielklasse, der Divizia A (heute Liga 1), bestritt. Während er zunächst nur unregelmäßig eingesetzt wurde, gelang ihm in der Saison 1960/61 der Durchbruch, als er zehn Treffer erzielen konnte.
Im Sommer 1961 wechselte Pârcălab zum rumänischen Spitzenklub Dinamo Bukarest. Er war daran beteiligt, wie Dinamo der erfolgreichste rumänische Verein der 1960er-Jahre wurde und in dieser Zeit von 1962 bis 1965 viermal in Folge die rumänische Meisterschaft sowie in den Jahren 1964 und 1968 den rumänischen Pokal gewann.
Im Jahr 1970 ergab sich für Pârcălab die Gelegenheit, ins Ausland zu wechseln, wo er sich in der französischen Division 1 Olympique Nîmes anschloss. Dort konnte er in der Saison 1971/72 die Vizemeisterschaft hinter Olympique Marseille gewinnen konnte. Im Jahr 1973 beendete er dort seine aktive Laufbahn.

### Nationalmannschaft
Pârcălab bestritt 38 Spiele für die rumänische Fußballnationalmannschaft und erzielte dabei fünf Tore. Sein Debüt hatte er am 8. Oktober 1961 im Freundschaftsspiel gegen die Türkei. Wurde er zunächst nur sporadisch eingesetzt, war er ab 1963 Stammspieler. Er stand im Jahr 1964 im Kader Rumäniens für die Olympischen Spiele in Tokio, wo er in fünf Spielen zum Einsatz kam und zwei Tore erzielen konnte.
Sein letztes Länderspiel bestritt Pârcălab am 6. November 1968 im Freundschaftsspiel gegen den amtierenden Weltmeister England.

## Karriere als Trainer
Nach dem Ende seiner aktiven Laufbahn arbeitete Pârcălab als Trainer, betreute dabei aber zumeist Jugendteams und war nur bei Gloria Buzău Cheftrainer der ersten Mannschaft.

## Erfolge

### Als Spieler
- Teilnehmer an Olympischen Spielen: 1964
- Rumänischer Meister: 1962, 1963, 1964, 1965
- Rumänischer Vizemeister: 1967, 1969
- Rumänischer Pokalsieger: 1964, 1968
- Französischer Vizemeister: 1972
- Alpenpokal: 1972